# Alina Abdurahimova
Alina Abdurahimova (engl. Transkription Alina Abdurakhimova; * 23. März 1995 in Taschkent) ist eine ehemalige usbekische Tennisspielerin.

## Karriere
Abdurahimova begann im Alter von sechs Jahren mit dem Tennissport und bevorzugt Hartplätze. Sie spielte vor allem Turniere der ITF Women’s World Tennis Tour, wo sie aber keinen Titel gewinnen konnte.
2010 erhielt sie je eine Wildcard für das Hauptfeld im Einzel und Doppel bei ihrem Heimturnier, den Tashkent Open, ihrem einzigen Turnier der WTA Tour, das sie spielte. Sowohl im Einzel als auch im Doppel verlor sie aber bereits in der ersten Runde. 2011 bis 2013 erhielt sie für das Turnier je eine Wildcard für die Qualifikation zum Hauptfeld im Einzel, die sie aber in keinem der drei Jahre nutzen konnte. 2011 verlor sie gegen Marina Schamaiko, 2012 gegen Çağla Büyükakçay und 2013 gegen Kateryna Baindl jeweils in der ersten Runde der Qualifikation.
Im Jahr 2014 spielte Abdurahimova in Astana ein Doppel für die usbekische Fed-Cup-Mannschaft in der Begegnung gegen Südkorea, das sie verlor.